# Nuoto ai campionati europei di nuoto 2018 - 200 metri dorso maschili
La gara dei 200 metri dorso maschili degli Europei 2018 si è svolta il 7 e 8 agosto 2018. Al mattino del 7 agosto si sono svolte le batterie e nel pomeriggio le semifinali, mentre la finale si è disputata nel pomeriggio dell'8 agosto.

## Podio
| Pos.    | Atleta           | Nazione |
| ------- | ---------------- | ------- |
| Oro     | Evgenij Rylov    | Russia  |
| Argento | Radosław Kawęcki | Polonia |
| Bronzo  | Matteo Restivo   | Italia  |

## Record
Prima della manifestazione il record del mondo (RM), il record europeo (EU) e il record dei campionati (RC) erano i seguenti:
|  | 1'51"92 | Aaron Peirsol    | 31 luglio 2009 Roma     |
|  | 1'53"61 | Evgenij Rylov    | 28 luglio 2017 Budapest |
|  | 1'55"28 | Radosław Kawęcki | 26 maggio 2012 Debrecen |

Durante la competizione è stato migliorato il seguente record:
|  | 1'53"36 | Evgenij Rylov |

## Risultati

### Batterie
| Pos. | Batteria | Corsia | Atleta               | Nazionalità   | Tempo       | Note        |
| ---- | -------- | ------ | -------------------- | ------------- | ----------- | ----------- |
| 1    | 5        | 4      | Evgenij Rylov        | Russia        | 1'56"67     | Q           |
| 2    | 4        | 2      | Grigorij Tarasevič   | Russia        | 1'57"07     | Q           |
| 3    | 4        | 4      | Kliment Kolesnikov   | Russia        | 1'57"31     |             |
| 4    | 5        | 3      | Christian Diener     | Germania      | 1'57"89     | Q           |
| 5    | 3        | 7      | Brodie Williams      | Gran Bretagna | 1'58"62     | Q           |
| 6    | 3        | 4      | Radosław Kawęcki     | Polonia       | 1'58"70     | Q           |
| 7    | 4        | 5      | Ádám Telegdy         | Ungheria      | 1'58"96     | Q           |
| 8    | 5        | 2      | Luca Mencarini       | Italia        | 1'59"09     | Q           |
| 9    | 3        | 6      | Luke Greenbank       | Gran Bretagna | 1'59"21     | Q           |
| 9    | 4        | 3      | Matteo Restivo       | Italia        | 1'59"21     | Q           |
| 11   | 5        | 1      | Apostolos Christou   | Grecia        | 1'59"30     | Q           |
| 12   | 4        | 6      | Jakub Skierka        | Polonia       | 1'59"44     | Q           |
| 13   | 3        | 2      | Craig McNally        | Gran Bretagna | 1'59"58     |             |
| 14   | 4        | 1      | Maxim Stupin         | Russia        | 1'59"60     |             |
| 15   | 3        | 5      | Hugo González        | Spagna        | 1'59"73     | Q           |
| 16   | 3        | 3      | Geoffroy Mathieu     | Francia       | 1'59"83     | Q           |
| 17   | 5        | 6      | Yakov Toumarkin      | Israele       | 2'00"08     | Q           |
| 18   | 5        | 0      | Anton Lončar         | Croazia       | 2'00"11     | Q           |
| 19   | 2        | 2      | Gabriel Lópes        | Portogallo    | 2'00"35     | Q           |
| 20   | 4        | 7      | Maxence Orange       | Francia       | 2'00"72     |             |
| 21   | 3        | 0      | João Vital           | Portogallo    | 2'00"98     |             |
| 22   | 5        | 9      | Tomáš Franta         | Rep. Ceca     | 2'01"51     |             |
| 23   | 2        | 7      | Ivan Gajšek          | Croazia       | 2'02"05     |             |
| 24   | 3        | 9      | Gytis Stankevičius   | Lituania      | 2'02"48     |             |
| 25   | 5        | 7      | Mikita Tsmyh         | Bielorussia   | 2'02"50     |             |
| 26   | 4        | 9      | Roman Dmytrijev      | Rep. Ceca     | 2'02"97     |             |
| 27   | 2        | 8      | Ege Başer            | Turchia       | 2'03"08     |             |
| 28   | 4        | 8      | Nikolaos Sofianidis  | Grecia        | 2'03"21     |             |
| 29   | 2        | 4      | Georgios Spanoudakis | Grecia        | 2'03"69     |             |
| 30   | 3        | 8      | David Gamburg        | Israele       | 2'03"82     |             |
| 31   | 2        | 5      | Rokas Juozelskis     | Lituania      | 2'03"84     |             |
| 32   | 2        | 9      | Armin Lelle          | Estonia       | 2'04"26     |             |
| 33   | 5        | 8      | Nils Liess           | Svizzera      | 2'04"53     |             |
| 34   | 2        | 1      | Girts Feldbergs      | Lettonia      | 2'04"59     |             |
| 35   | 3        | 1      | Paul Bedel           | Francia       | 2'05"51     |             |
| 35   | 2        | 0      | Patrick Staber       | Austria       | 2'05"51     |             |
| 37   | 1        | 5      | Berk Özkul           | Turchia       | 2'05"99     |             |
| 38   | 2        | 6      | Adam Černek          | Slovacchia    | 2'06"39     |             |
| 39   | 1        | 3      | Thomas Wareing       | Malta         | 2'08"70     |             |
| DNS  | 1        | 4      | Metin Aydın          | Turchia       | Non partito | Non partito |
| DNS  | 4        | 0      | Gustav Höfkelt       | Svezia        | Non partito | Non partito |
| DNS  | 5        | 5      | Danas Rapšys         | Lituania      | Non partito | Non partito |

### Semifinali

#### Semifinale 1
| Pos. | Corsia | Atleta             | Nazionalità   | Tempo   | Note |
| ---- | ------ | ------------------ | ------------- | ------- | ---- |
| 1    | 4      | Grigorij Tarasevič | Russia        | 1'57"62 | Q    |
| 2    | 2      | Apostolos Christou | Grecia        | 1'58"14 | Q    |
| 3    | 7      | Hugo González      | Spagna        | 1'58"43 | Q    |
| 4    | 5      | Brodie Williams    | Gran Bretagna | 1'58"66 |      |
| 5    | 6      | Luke Greenbank     | Gran Bretagna | 1'58"84 |      |
| 6    | 3      | Ádám Telegdy       | Ungheria      | 1'59"05 |      |
| 7    | 1      | Yakov Toumarkin    | Israele       | 2'00"67 |      |
| 8    | 8      | Gabriel Lópes      | Portogallo    | 2'00"85 |      |

#### Semifinale 2
| Pos. | Corsia | Atleta           | Nazionalità | Tempo   | Note |
| ---- | ------ | ---------------- | ----------- | ------- | ---- |
| 1    | 4      | Evgenij Rylov    | Russia      | 1'55"50 | Q    |
| 2    | 3      | Radosław Kawęcki | Polonia     | 1'57"56 | Q    |
| 3    | 2      | Matteo Restivo   | Italia      | 1'57"80 | Q    |
| 4    | 6      | Luca Mencarini   | Italia      | 1'57"83 | Q    |
| 5    | 5      | Christian Diener | Germania    | 1'57"92 | Q    |
| 6    | 1      | Geoffroy Mathieu | Francia     | 1'58"65 |      |
| 7    | 8      | Anton Lončar     | Croazia     | 1'59"86 |      |
| 7    | 7      | Jakub Skierka    | Polonia     | 1'59"86 |      |

### Finale
| Pos. | Corsia | Atleta             | Nazionalità | Tempo   | Note |
| ---- | ------ | ------------------ | ----------- | ------- | ---- |
|      | 4      | Evgenij Rylov      | Russia      | 1'53"36 |      |
|      | 5      | Radosław Kawęcki   | Polonia     | 1'56"07 |      |
|      | 6      | Matteo Restivo     | Italia      | 1'56"29 |      |
| 4    | 7      | Christian Diener   | Germania    | 1'57"05 |      |
| 5    | 1      | Apostolos Christou | Grecia      | 1'57"09 |      |
| 6    | 3      | Grigorij Tarasevič | Russia      | 1'57"37 |      |
| 7    | 2      | Luca Mencarini     | Italia      | 1'57"71 |      |
| 8    | 8      | Hugo González      | Spagna      | 1'59"06 |      |